# Demografía de Bolivia
Según el Instituto Nacional de Estadística de Bolivia, los habitantes empadronados en los últimos cálculos eran de 8.274.325 a 9.627.269 habitantes, estimaciones que abarcan desde el año 2001 al 2006. De acuerdo a los resultados preliminares del censo de 2024, Bolivia cuenta con una población de 11.312.620 habitantes. Además de que se caracteriza por un crecimiento rápido con relación al anterior censo.
La de crecimiento de la población estimada en el 2010, es del 1,69%; la de natalidad de 26,41 por cada mil habitantes; y la tasa de mortalidad del 78.78%, también por cada mil habitantes. La mortalidad infantil estimada es del 57,52 por cada mil nacidos vivos, y la expectativa de vida es de 62 y 67 años para los hombres y las mujeres respectivamente.

## Población

### Población actual
11 312 620 habitantes (2024)

## Estadísticas
Población

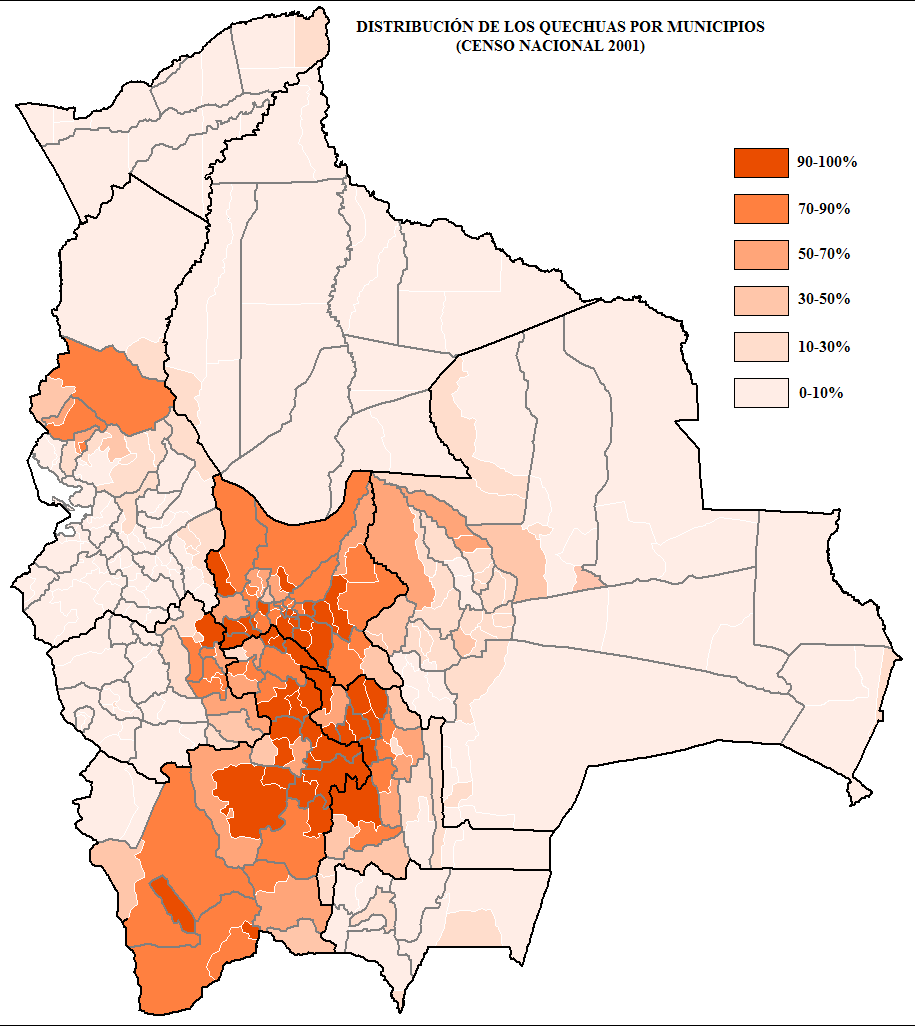
Distribución de la población quechua por municipio.

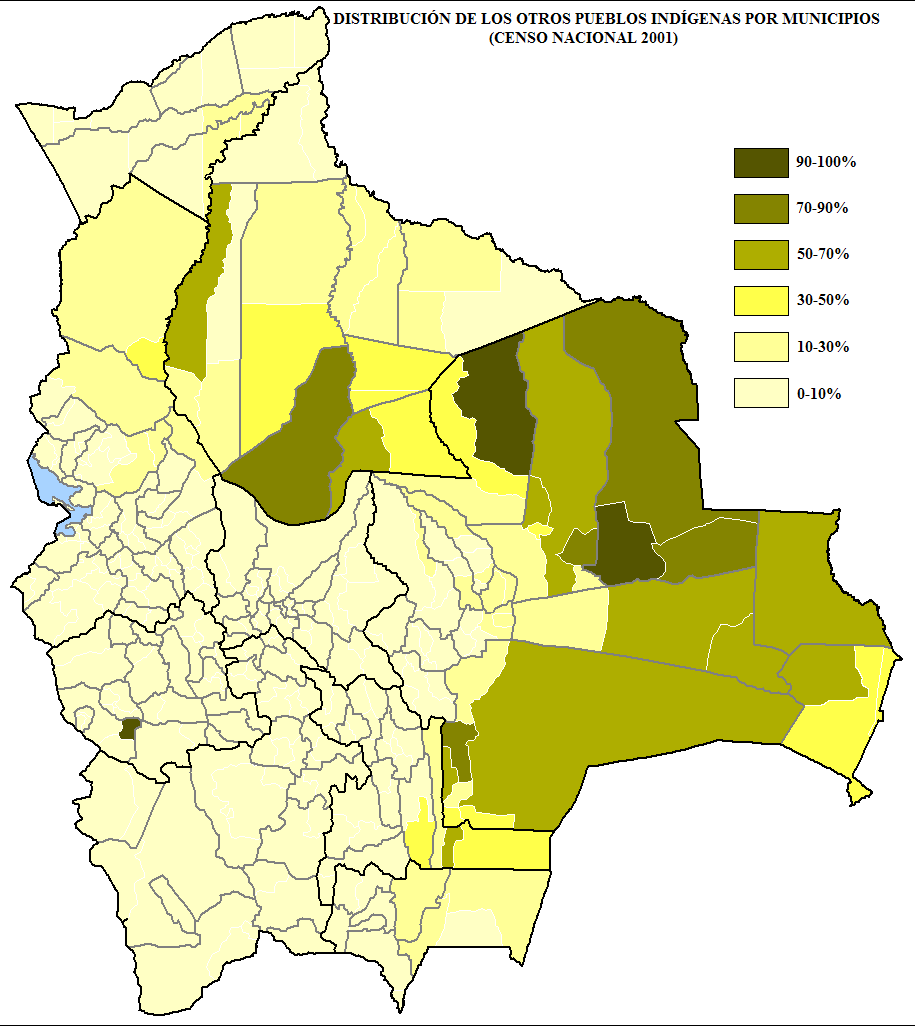
Distribución de los pueblos indígenas (sin contar a los quechuas y aimaras) por municipio.

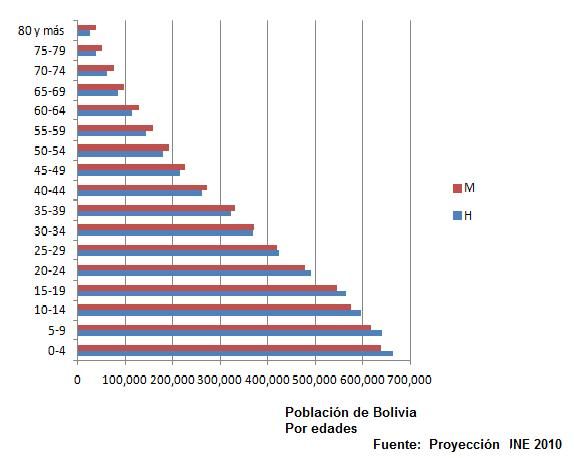
Pirámide de población de Bolivia en 2010

De 8.989.045 a 9.627.269 de habitantes (datos estimados del 2005
). 
10.027.643 de habitantes (datos estimados en 2007, 2008 y 2009).
Edad ternaria
Hombres: 5.447.200
Mujeres: 5.541.846 
De 0 a 14 años: 35% (hombres 1.603.982/mujeres 1.542.319). 
De 15 a 64 años: 60,4% (hombres 2.660.806/mujeres 2.771.807). 
De 65 años o más: 4,6% (hombres 182.412/mujeres 227.720) (datos estimados de 2006). 
Mediana edad
Total: 21,8 años
Hombre: 21,2 años
Mujer: 22,5 años (2006 est.) 
Tasa de crecimiento poblacional:
1,45% (datos de 2006). 
Tasa de nacimientos:
23,3 nacimientos/1.000 habitantes (datos de 2006).
Tasa de muertes:
7,53 muertos/1.000 habitantes (datos de 2006).
Tasa de emigración neta:
-1,22 emigrante (s)/1.000 habitantes (datos de 2006). 
Proporción de sexos:
al nacimiento: 1,05 hombre (s)/mujer.
hasta los 15 años: 1,04 hombre (s)/mujer.
de 15 a 64 años: 0,96 hombre (s)/mujer. 
de 65 años y más: 0,8 hombre(s)/mujer.
Población total: 0,98 hombre(s)/mujer (datos de 2006). 
| División política y Población |            |                  |              |                                     |  |
| |            |                  |              |                                     |  |
| Departamento | Población  | Superficie (km²) | Densidad (*) | Capital (Hab.)                      |  |
| Bolivia | 10.627.269 | 1.098.581        | 8,8          | Sucre                               |  |
| Beni | 414.758    | 213.564          | 1,9          | Trinidad (106.596)                  |  |
| Chuquisaca | 611.660    | 51.524           | 11,9         | Sucre (259.388)                     |  |
| Cochabamba | 1.709.806  | 55.631           | 22,7         | Cochabamba (630.587)                |  |
| La Paz | 2.872.793  | 133.985          | 19,9         | La Paz (764.617)                    |  |
| Oruro | 437.131    | 53.558           | 8,2          | Oruro (264.683)                     |  |
| Pando | 69.541     | 63.827           | 1,1          | Cobija (46.267)                     |  |
| Potosí | 772.578    | 118.218          | 6,5          | Potosí (240.966)                    |  |
| Santa Cruz | 2.667.440  | 370.621          | 6,6          | Santa Cruz de la Sierra (1.453.549) |  |
| Tarija | 471.563    | 37.623           | 12,5         | Tarija (205.346)                    |  |
| (*)= Todos los datos de población son del INE para 2012 . La densidad departamental está calculada con la proyección de la población de 2006. Otras ciudades importantes son (por departamento): La Paz: El Alto 848.800, Viacha 80.300, Cochabamba: Quillacollo 137.000 Sacaba 169.000, Tarija: Yacuiba 100.000, Santa Cruz: Montero 95.000, Camiri 60.000, Warnes 90.000, Beni: Riberalta 90.000, Guayaramerín 45.000, Potosí: Puna 42.000 (cálculos 2011), Potosí: Tupiza 44.000. |            |                  |              |                                     |  |

### Ciudades más pobladas
Bolivia es uno de los países más descentralizados y el 4to menos densamente poblado de América.

## Etnografía

### Mayoría
Según el censo llevado a cabo por el Instituto Nacional de Estadística en 2012, los bolivianos mayores de 15 años se autoidentificaron de la siguiente forma:
| Categoría                                      | Total     | % del total |
| ---------------------------------------------- | --------- | ----------- |
| No pertenece a ningún pueblo o nación indígena | 4 032 014 | 58,2        |
| Pertenece a un pueblo o nación indígena        | 2 806 592 | 40,6        |
| Extranjero                                     | 73 707    | 1,1         |
| No especifica                                  | 4 419     | 0,1         |

### Según la CIA
The World Factbook de la CIA y el centro de estudios demográficos World Statesmen señalan que el 68% de los bolivianos son mestizos, el 22% indígenas (incluye cholos), el 5% blancos, 1% negros, 4% no especificado y otros. Además, el 44% de los bolivianos se sienten parte de un pueblo indígena, principalmente quechua y aimara según datos del 2022.
En 2009 el 44% de los encuestados indicó sentirse parte de algún grupo indígena, predominantemente quechua o aimara (2009 est.) En Bolivia los apellidos más comunes son: Mamani, Flores, Quispe, Choque, Vargas, Condori, Rodríguez, Rojas, Gutiérrez, López, Fernández, Gonzales, García, Cruz, Pérez, Mendoza, Sánchez, Martínez, Chávez y Ramos. La mayoría de los apellidos bolivianos son de origen europeo, principalmente español.
Los mestizos representan el 68% de la población (estimación de 2009), los de «ascendencia mixta blanca» o mixta-europea, y los de «ascendencia amerindia» o indígena, están repartidos por todo el país. Varias encuestas anuales sobre el estado de la democracia, como las del grupo del investigador Mitchell Seligson demuestran un alto grado de identificación con el término mestizo. El porcentaje de criollos, descendientes de españoles nacidos en el continente americano (desde el periodo colonial), se encuentran incluidos bajo la denominación de blanco o «euro boliviano» y están repartidos en los nueve departamentos.
La mayoría de indígenas ha asimilado aspectos de la cultura mestiza, diversificando y expandiendo sus raíces ancestrales. Consecuentemente, parte de la cultura popular de la Bolivia contemporánea es una mezcla de culturas, que une aspectos de origen hispano con lo americano.[cita requerida]

### Minorías importantes
Los inmigrantes europeos y sus descendientes, que representan un 5% (según la cia), suelen vivir en ciudades como Santa Cruz de la Sierra, La Paz y Cochabamba; son principalmente austriacos, alemanes, italianos, croatas, serbios, rusos (especialmente Old Believers), ingleses, irlandeses y menonitas (los cuales llegaron de Canadá, México y Paraguay), estos últimos, una minoría religiosa con una población cercana a los 105.000 habitantes.
En cambio los españoles, franceses y portugueses, se encuentran repartidos por casi todo el país. Asimismo, en el país reside una importante comunidad argentina, en su mayoría de ascendencia mixta-europea, concentrados principalmente en las grandes ciudades como Cochabamba, La Paz y Santa Cruz de la Sierra. Otra corriente migratoria proveniente de países vecinos es la brasileña. 
Principalmente en el departamento de Santa Cruz existen colonias con ascendencia extranjera, cómo los menonitas o japoneses.
Los afrobolivianos descendientes de africanos traídos como esclavos a la colonia, suman aproximadamente 28.000 habitantes, situados principalmente en las provincias Nor y Sud Los Yungas en el departamento de La Paz, en las localidades de Tocaña y Mururata, en Chicaloma y en Koripata.
También cuenta con otras minorías importante, los inmigrantes del continente asiático, del Extremo y Medio Oriente como son: japoneses, chinos, coreanos. Sigue siendo importante la comunidad de inmigrantes y descendientes de inmigrantes sirio-libaneses (antes denominados turcos) que llegaron como súbditos del Imperio Otomano y de judíos ubicados principalmente en el Oriente boliviano pero repartidos en todo el país. 

### Otras fuentes
Según Universia, la población estaría conformada por 56% mestizos, 22% blancos y 22% indígenas.

### Censos de Bolivia
- 1825: 68% Indígena, 20% Mestizo, 10% Blanco y 2% Negro.
- 1900: 51% Indígena, 27% Mestizo, 13% Blanco y 9% Otros. El censo de 1900 solo incluyo las categorías de indígena, mestizo y blanco (este fue el único censo oficial en el cual se incluyó la categoría de "mestizo" y "blanco").
- 1992: 54% Indígena, 28% Mestizo, 15% Blanco y 3% Otros.
- 2001: 62% Indígena, 27% Mestizo, 10% Blanco y 1% Negro. El censo de 2001 solo incluyó la opción de indígena.
- 2012: 48% Mestizo, 41% Indígena, 10% Blanco y 1% Negro. El censo de 2012 no incluyó la opción de mestizo, solo incluyó las opciones de indígena y afroboliviano.

#### Población por género
La población por sexo o género según el censo de 2012, es de 5.040.409 de mujeres y 5.019.447 de varones. Las personas de sexo femenino en el país son mayoría y superan a las personas de sexo masculino. Si bien en cada región, la población femenina es mayoritaria, sobre todo en los Departamentos de Chuquisaca, Cochabamba, La Paz, Potosí y Santa Cruz, la población masculina es mayoritaria en los Departamentos de Beni, Oruro, Pando y Tarija.

## Religión
Se estima que un 80% a 90% de los bolivianos son católicos, si bien se han incorporado al culto elementos religiosos indígenas, en lo que se denomina sincretismo religioso. En los últimos años, ha habido un gran incremento de diversos grupos cristianos evangélicos. También está cobrando cada vez mayor importancia la institucionalización de las religiones andinas de culto a la Pachamama, de tipo animista-panteista. A partir de la nueva Constitución Política del Estado de 2009 el Estado ha dejado de sustentar y no tiene religión oficial, lo que garantiza la libertad de cultos establecida constitucionalmente.

## Inmigrantes en Bolivia
La inmigración en el país la podemos diferenciar en dos épocas, la colonial y la actual.

### Inmigración en la época colonial
En la época colonial española, Bolivia, formó parte de diferentes Virreinatos, como el Virreinato del Perú y el Virreinato del Río de la Plata. Comparando con la situación actual del flujo migratorio, como ocurre con los Estados Unidos, que es el primer país receptor de inmigrantes del planeta, seguido de España en el segundo lugar y tercero Francia, en aquella época, Bolivia era llamada Charcas y más tarde Alto Perú, también fue receptor de inmigrantes de todas partes, y se podría decir, uno de los primeros en el mundo. Esto fue debido al gran descubrimiento de las minas de plata en Potosí, en el Cerro Rico, una ciudad que desde entonces tuvo mucha fama, tanto como la actual Nueva York, seguida de París, Londres, Madrid, Roma, Atenas, entre otras, pues muchos de los inmigrantes se instalaban en esta ciudad, debido al gran desarrollo industrial, comercial y a la acuñación de la moneda llamada por el nombre de esta ciudad "Vale un Potosí", pues era allí donde se concentraba también la potencialidad económica y financiera mundial, al igual que ocurre hoy con el dólar estadounidense o el euro. Lo mismo ocurría en Sucre, actual capital del país y conocida antiguamente como Charcas y posteriormente en La Plata, que también fue una de las ciudades más importantes después de Potosí, en recibir inmigrantes, principalmente estudiantes que se matriculaban en la Universidad, como la actual Universidad San Francisco Xavier, donde aprendían ciencias y artes y que tenía la misma fama como las actuales universidades de la Universidad de Oxford, la Universidad de Yale etc.

### Inmigración actual
Aparte de que Bolivia fuera un país receptor de inmigraciones asiáticas y europeas, también ha recibido la inmigración, principalmente de países vecinos. La mayor parte de inmigrantes que vienen a Bolivia proceden de Perú, quienes llegan por facilidad de poder entrar hacia Argentina, Entre otros inmigrantes de países vecinos y no vecinos, que llegan también al país, destacan los procedentes de Argentina, Brasil, Chile, Colombia, Ecuador, Paraguay, Cuba, México, Puerto Rico, Venezuela y Guatemala. Este último con unos 170 refugiados a causa del conflicto de la guerra civil que vivió ese país. Todos ellos están dedicados a diferentes actividades; al comercio, colaboración social (medicina, militar, educación), turismo, en busca de mejores oportunidades, etc.

## Emigrantes de Bolivia
Se calcula que unos 2 000 000 de bolivianos viven fuera del país. Entre los países en los que más bolivianos han emigrado, destacan los siguientes; Argentina (73%), España y los Estados Unidos principalmente, seguidos de cerca por países como Francia, Chile, Perú, Italia, Brasil, Reino Unido, Alemania, Japón, México, China y otros.

## Densidad de la población
Bolivia es un país muy poco poblado, la densidad media del país es de 6,6 habitantes por km², pero la distribución es muy desigual y se observan cantones y departamentos con menos de una (1) persona por km². En la mayoría de los departamentos rurales, la población ha crecido muy poco en las últimas 5 décadas y en algunos casos incluso ha disminuido, mientras que en los cantones que albergan algunas ciudades grandes, se ha registrado un incremento demográfico muy alto.
En general, el proceso de urbanización de la población boliviana se aceleró desde 1972: la tasa anual de crecimiento de la población urbana fue de 4,2%, frente al 0,1% de la población rural. En términos absolutos se ha observado la duplicación de la población urbana entre los años 1992 y 1997, mientras que la población rural solo creció del 1,4 % durante ese mismo período.
En el proceso de urbanización se observa, como característica sobresaliente, el crecimiento rápido de los barrios de las principales ciudades del país, que determinan elevados índices de marginación social en cuanto a la disponibilidad de servicios básicos.
por lo cual se hace necesario hacer nuevas investigaciones para este año

## Evolución de la población
De estos, 6,8 millones viven en áreas urbanas y 3,3 millones, en áreas rurales. Respecto a 1992, la población de Bolivia aumentó en 1.471.036 habitantes en el área urbana y en 382.497 personas en el área rural.
La población mayor de 60 años sobrepasa ya el 7%, grupo que ha experimentado un notable incremento proporcional en los últimos años, especialmente en las principales ciudades del país. La estructura poblacional entre los últimos dos censos realizados, muestra un estrechamiento de la base de las pirámides poblacionales, lo que refleja una disminución de la natalidad entre los dos períodos censales.
A pesar del estrechamiento a nivel nacional de la base de la pirámide poblacional, al interior de los departamentos aún se mantiene una alta natalidad, lo que se observa en las pirámides departamentales. La alta fecundidad se manifieste más claramente en los departamentos de Pando, Beni y Potosí; y por el contrario se aprecia una contracción más notable en los departamentos de La Paz y Oruro; y es menos pronunciada en Cochabamba y Santa Cruz.
Por períodos, entre 1950-1976 los tres departamentos de mayor crecimiento poblacional fueron Santa Cruz, Tarija y Pando; y los de menor crecimiento fueron Potosí, Chuquisaca y Cochabamba. En el período inter censal 1976-1992 los departamentos de mayor crecimiento poblacional fueron Santa Cruz, Beni y Tarija y los de menor crecimiento fueron Potosí, Oruro y Pando. En este período, Potosí tuvo la tasa más baja de crecimiento llegando incluso a ser negativa (-8%).
Finalmente en el período 1992-2001, los tres departamentos de mayor crecimiento poblacional fueron nuevamente Santa Cruz (4,3%), Pando (3,48%) y Tarija (3,18%). Los de menor crecimiento fueron Oruro, Beni y Potosí 
La tendencia de la distribución en los últimos 50 años demuestra que en los departamentos de, Oruro, Potosí, Chuquisaca la población va disminuyendo proporcionalmente en comparación a los departamentos de Santa Cruz, Tarija y Cochabamba (algo), donde esta aumenta. En el departamento de Pando se ha mantenido constante la proporción de población respecto de los otros departamentos (0,7%) de la población total del país.
La tasa de crecimiento de la población estimada en el 2002 fue del 1,69%; la de natalidad de 26,41 por cada mil habitantes; y la tasa de mortalidad del 8,05 también por cada mil habitantes. La mortalidad infantil estimada es del 57,52 por cada mil nacidos vivos, y la expectativa de vida es de 69 y 75 años para los hombres y las mujeres respectivamente. 
De estos, 5.165.882 viven en áreas urbanas principalmente en las ciudades de La Paz con 1.230.340 hab. (2007), El Alto con 750.000 hab. (2005), Santa Cruz con 1.611.390 hab. (2006), y Cochabamba con 700.000 hab. (2005) y 3.108.443 de habitantes, en áreas rurales. Respecto a 1992, la población de Bolivia aumentó en 1.471.036 habitantes en el área urbana y en 382.497 personas en el área rural. Esto es debido al incremento de la urbanización en Bolivia, que indica que un 75% de la población boliviana vive en ciudades o zonas urbanizadas.
La tasa goblal de natalidad para Bolivia es de casi 4 hijos por mujer; la que se considera ala consecuente con el perfil de fertilidad de su población, caracterizada por una importante proporción de mujeres en edad fértil. Aunque se ha producido una reducción de la TGF (Tasa General de Fecundidad) en el país entre 1990 y 2005, esta aún se encuentra por encima del promedio latinoamericano. Sin embargo esto debe compararse con la densidad poblacional que es una de las más bajas del continente.
En general la TGF para toda la población, según la última ENDSA 2003, indica un descenso de casi medio hijo por mujer si se compara con la encuesta de 1998 de 3,8 hijos por mujer frente a los 4,2 respectivamente. Los departamentos que tienen las tasas globales de fecundidad más altas del país son Potosí, Chuquisaca, Beni y Pando; los que tienen una tasa similar al promedio nacional son La Paz, Cochabamba y Oruro y los que tienen tasas menores al promedio son Santa Cruz y Tarija, este último departamento con la tasa más baja de 3,1 hijos por mujer.
El descenso de la fecundidad entre los dos períodos se produce a expensas del área rural donde la disminución es de casi un hijo, mientras que en el área urbana se mantiene igual. De acuerdo con la ENDSA 2003 se observan pocas diferencias entre regiones, pero si son notables a nivel departamental, por nivel de educación y según el grado de pobreza.
Por departamento la mayor reducción se observa en Tarija, pero también ha sido importante en Beni, Pando y Santa Cruz. Entre 1994 y 2003 los departamentos con más rápido descenso en la TGF son Tarija (34%), Santa Cruz (26%), y Beni y Pando (25%), y los que han tenido un descenso lento son Potosí (4%), La Paz (15%) y Oruro (16%). En igual período el descenso medio latinoamericano fue de alrededor del 17%. Por municipios los niveles más altos se registraron en Acasio (Potosí), Gutiérrez (Santa Cruz), Filadelfia, Puerto Rico y San Pedro en Pando, todos con más de 8 hijos por mujer.
La TGF en mujeres sin instrucción llega a casi 7 hijos por mujer, mientras que en mujeres con nivel de instrucción media o más alcanza solo a 2.1 hijos por mujer. Con los actuales niveles de fecundidad las mujeres sin educación tendrían más de tres veces la cantidad de hijos que una mujer con educación superior, una brecha de casi 5 hijos.
Asimismo las mujeres que viven en el área rural tienen en promedio 5,5 hijos por mujer frente a un promedio de 3,1 hijos por mujer que reside en área urbana. Por otro lado las mujeres que viven en municipios más pobres tienen alrededor de 5 hijos comparados con las que viven en capitales departamentales que tienen menos de tres. A pesar de estas diferencias entre los grupos, este factor indicador ha tenido una disminución progresiva en los últimos 20 años.
La tasa bruta de natalidad que expresa el número de nacimientos que en promedio ocurren anualmente por cada 1000 habitantes, también muestra un descenso para el año 2003, bajando ligeramente de 30 en 1998 a 28 en la última encuesta. Este indicador es más alto en el área rural que en la urbana de 32 frente a los 26.
- En 1492: 800.000 indígenas.[15]
- En 1570: 737.000 almas (700.000 indígenas, 7.000 blancos y 30.000 esclavos y de castas).[16]
- En 1650: 850.000 gentes (750.000 indios, 50.000 blancos y 50.000 esclavos y de castas).[16]
- En 1810: 1.500.000 (1.000.000 de indígenas, 350.000 mestizos y 150.000 blancos).[17]
- En 1828: 1.100.000 gentes.[18]
- El primer censo realizado en Bolivia fue bajo la administración del Presidente Andrés Santa Cruz, en el año 1831. Dio la cifra de 1.088.768 habitantes.[19]
- Segundo censo, 1.060.777 habitantes, durante el Gobierno de Santa Cruz, en 1835.
- Tercer censo, 1.378.896 habitantes, durante el Gobierno de José Ballivián, en 1845. De estos 478.000 indígenas vivían en comunidades o pueblos de indios.[20]
- Cuarto censo, 2.326.126 habitantes, incluidos los 760.000 indios salvajes, cuya existencia se suponía en el Beni, Santa Cruz y el Chaco, aunque actualmente se acepta una cifra más baja, de unos 100.000 salvajes, dando un total de 1.666.126 personas (1854).
- El Quinto censo se efectuó en 1882 y dio un total de 1.097.616 personas; la reducción se debe a las pérdidas territoriales en favor de Chile y Brasil, además de las constantes guerras civiles, pestes y hambrunas que sufrió el país en esa época.
- En 1900 se realizó el sexto y último censo del siglo XIX, con un registro de 1.555.818 personas.
- En 1950 se hizo un censo que contó 2.704.165 personas.
- En 1978 otro censo, con 4.613.486 personas.
- En 1992 se cuentan 6.420.792 habitantes.
- En 2001 se cuentan 8.274.325 habitantes.
- En 2012 se cuentan 10.389.903 habitantes.
- En 2024 se cuentan 11.312.620 habitantes.

| Gráfica de evolución demográfica de Bolivia entre 1831 y 2024 |
|                                                               |

## Mortalidad
La expectativa de vida es de 62 y 67 años para los hombres y las mujeres respectivamente.
Los datos de mortalidad del país son escasos y deficientes, por lo que se realizan estimaciones a partir de datos disponibles y con alto subregistro. Para el período 1995-2000, la tasa bruta de mortalidad se estimó en 9 muertes por mil habitantes y la esperanza de vida al nacer en 61,4 años. Se consideraba entonces que el subregistro de mortalidad general alcanza el 63%. 
Un estudio de mortalidad realizado en 2000, señala que las principales causas de mortalidad son: enfermedades del sistema circulatorio 30% de las defunciones, enfermedades transmisibles 12% y las causas externas 10,7%. El 10,8% de las defunciones fueron clasificadas con signos y síntomas más definidos. Para el período 2000-2005 la tasa estimada fue de 8,2 muertes por mil habitantes, que se aproxima al promedio latinoamericano, 7,7 muertes por cada mil habitantes. En el país las tasas más altas de mortalidad se registran en los departamentos de Oruro y Potosí y las bajas se reportan en Tarija y Santa Cruz, los restantes departamentos se encuentran al promedio nacional.
Una revisión de los registros de muerte entre 1995 y 2001 indica que en el país se reportan aproximadamente 23.800 muertes anuales, con un subregistro estimado de 66%. El 60% de las defunciones se registra en el área urbana y 53% del total de los fallecidos son hombres, pero en el área rural las defunciones de mujeres sobrepasan a las de los hombres. Por otro lado la calidad del registro impide hacer un análisis adecuado de las principales causas de muerte. Proporcionalmente las causas mal definidas representan más del 50%; luego aparecen como grupo principales causas, las enfermedades transmisibles (17%), las causas externas (8%) y las afecciones circulatorias (7%) como las defunciones más reportadas.
Se cree que a mediados del siglo XXI el país sufra un proceso de envejecimiento, aunque en ningún caso será tan drástico como los que sufran sus vecinos del Cono sur.
En la siguiente tabla se muestra este proceso.
| Año  | Población total | Población mayor de 60 |
| ---- | --------------- | --------------------- |
| 2000 | 8.427.000       | 537.000               |
| 2025 | 17.268.000      | 2.191.000             |
| 2050 | 35.734.000      | 7.786.000             |

Indicadores de mortalidad materno infantil por departamento 
| Departamento | Tasa de mortalidad infantil (x1000 nacidos vivos) (INE-2001) | Tasa de mortalidad menores de 5 años (x1000 nacidos vivos) (INE-1998) |
| ------------ | ------------------------------------------------------------ | --------------------------------------------------------------------- |
| Chuquisaca   | 71                                                           | 105                                                                   |
| La Paz       | 64                                                           | 111                                                                   |
| Cochabamba   | 72                                                           | 99                                                                    |
| Oruro        | 82                                                           | 93                                                                    |
| Potosí       | 99                                                           | 119                                                                   |
| Tarija       | 53                                                           | 44                                                                    |
| Santa Cruz   | 54                                                           | 64                                                                    |
| Beni         | 60                                                           | 67                                                                    |
| Pando        | 63                                                           | 67                                                                    |
| Bolivia      | 66                                                           | 92                                                                    |